# 荒瀬詩織
荒瀬 詩織（あらせ しおり、結婚後の本名は石井 詩織、旧姓は荒瀬、1975年（昭和50年）11月10日 - ）は、元フジテレビアナウンサー。

## 来歴・人物
徳島県鳴門市出身で、徳島県立城ノ内高等学校を経てお茶の水女子大学を卒業。身長は166センチメートル。
1998年4月、フジテレビに入社。島田彩夏、八馬淳也、西岡孝洋は同期。2001年に同局を退職。
夫は元プロ野球選手石井琢朗で、2女1男を儲けている。次女はテニスプレイヤーの石井さやか。

## エピソード
フジテレビの「プロ野球ニュース」で1999年から1年間は週末に、2000年4月から1年間は水 - 金にキャスターを務めた。
フジテレビ退職後に、当時横浜ベイスターズの石井琢朗と結婚。のちにフジテレビの「ジャンクSPORTS」に出演し、子を授かったと公表し、奥様SP回も出演した。
退社の理由は、大学院で学ぶためで2010年時点はお茶の水女子大学の科目履修生である。夫の石井は「（退社の理由が進学であることは）真面目な話」「退社してすぐに僕とすぐに結婚してしまったから周りではウソとか言われた」とブログに記した。のちに退職について「自身には報道番組に対する志向があったものの、軟派な番組を担当させられたことに不満を持っていた」旨を述べている（荒瀬の退職が「プロ野球ニュース」から「すぽると!」への転換の引き金になった）。

## 過去の担当番組
- プロ野球ニュース（1999年4月 - 2001年3月）
- FNNスピーク（田代尚子、木幡美子の代役）
- めざまし天気
- 2時のホント（菊間千乃の代役）
- チャンネルα
- ボキャブラ天国

続ボキャブラ天国→歌うボキャブラ天国
- スポーツ中継（プロ野球、ゴルフほか）
- 森田一義アワー 笑っていいとも!
- あなたの東京 ほか

## 雑誌連載
- 週刊ゼッケン（産経新聞社）1998年:「荒瀬詩織のプロ野球ニュース舞台裏」

## 論文
- 国立情報学研究所収録論文 国立情報学研究所